# Janopol (Żakowo)
Janopol – przysiółek wsi Żakowo w Polsce, położony w województwie wielkopolskim, w powiecie leszczyńskim, w gminie Lipno.
W latach 1975–1998 przysiółek administracyjnie należał do województwa leszczyńskiego.